# Le prime bande
(Paolo Gobetti, Il nuovo spettatore: periodico dell'ANCR / edito dalla Cooperativa 28 Dicembre, A. 4, n. 7/8 dic., 1983, p. 3)
Le prime bande è un film documentario del 1984 diretto da Paolo Gobetti.

## Trama
Le prime bande è un film di Paolo Gobetti e del collettivo dell'ANCR, prodotto dalla cooperativa 28 dicembre.
I protagonisti delle prime forme di organizzazione della Resistenza italiana ritornano nei luoghi nei quali avevano operato per raccontare le difficoltà e gli entusiasmi dei primi mesi di lotta,  gli imprevisti della vita quotidiana e altri risvolti importanti come ad esempio l'amministrazione della giustizia, infine l'affermazione di nuovi ideali.
Ai discorsi dei protagonisti, Nardo Dunchi, Guido Quazza e Nuto Revelli, si aggiungono le testimonianze di uomini e donne con esperienze diverse, in un contesto storico che si colloca dall'8 settembre 1943 al marzo 1944.
L'intento del film non è quello celebrativo, ma è soprattutto quello di discutere degli entusiasmi e delle difficoltà di questo momento iniziale della Resistenza, delle emozioni e dei sentimenti dei protagonisti, che si possono sintetizzare con le parole dello stesso Paolo Gobetti:
(Paolo Gobetti, Le Prime bande, pag. 3)
Nel film sono inseriti alcuni filmati del periodo girati da Don Pollarolo, Claudio Borello e Michele Rosboch, che sono un prezioso contributo alla storia della resistenza.
Intervengono nel film: Sergio Bellone, Lucia Boetto Testori, Nardo Dunchi, Poluccio Favout, Alessandro Galante Garrone, Paolo Gobetti, Andrea Guglielmone, Bianca Guidetti Serra, Gianni Jarre, Alessio Maffiodo, Luigi Moranino, Giovanni Nicola, Giuseppe Pollarolo, Guido Quazza, Nuto Revelli, Renato Testori, Enzo Tron, Adolfo Velino.

## Produzione
(Paolo Gobetti in Il sole sorge ancora. 50 anni di resistenza nel cinema italiano. Memoria, mito, storia. La parola ai registi. 37 interviste, I quaderni de Il nuovo Spettatore n. 16,p. 132, Ancr, Torino, 1994)
La fase di inizio-lavorazione di Prime bande viene avviata con l'introduzione del diritto di accesso alla Rai nel 1977, per cui ogni associazione o ente aveva la possibilità di presentare un film che sarebbe stato trasmesso in televisione la sera tardi o la mattina presto, senza alcuna restrizione. 
(Anna Paola Olivetti, Breve storia della lavorazione in Le prime bande Il nuovo Spettatore/sceneggiature n.1,p. 105, Ancr, Torino, 1983)
Nacque così l'idea di raccontare gli inizi della Resistenza.
Il programma doveva essere trasmesso nel mese di settembre e, a causa dell'imminente trasmissione, la troupe di Gobetti dovette impegnarsi molto per rievocare i primi mesi dell'avventura partigiana trovando fortunatamente tre testimoni per il film: Nuto Revelli (Cuneo), Sergio Bellone (Val di Susa), Don Giuseppe Pollarolo (Paralup).
Queste tre interviste riguardavano le testimonianze di persone che descrivevano come avevano vissuto i primi giorni dopo l'8 settembre. Il montaggio fu complicato perché al momento di trasferire le immagini su una videocassetta richiesta dalla Rai per mandarla in onda, una parte delle interviste presentava dei difetti visivi. Per la preparazione delle riprese erano infatti necessari strumenti appropriati, come l'uso di microfoni e mixer e rendevano complicata la registrazione perfino i rumori degli aerei e il canto degli uccelletti.
Nell'autunno del 1979 sono iniziate le riprese cinematografiche a carico della "Cooperativa 28 dicembre".
L'intervista in video viene definita da Paolo Gobetti come un momento della "vita comune" che vale la pena essere ripreso, perché si crea una particolare atmosfera sollecitata dalle domande, dagli incontri, e dagli ambienti.
Infatti, nel successo di un'intervista sono essenziali i rapporti personali con i testimoni e la capacità di metterli a loro agio e, talvolta, anche ascoltarli su racconti personali non di strettissimo interesse, arrivando così spontaneamente all’argomento principale senza ricorrere a domande banali che possono infastidire l'intervistato.
Una testimonianza di grande importanza è quella realizzata nell'autunno '78 a Nuto Revelli sotto Paralup, dove la troupe incontra un ambiente stimolante per le riprese; Revelli rilascia una registrazione video di circa due ore ricchissima di momenti felici e affascinanti e molto importanti per il progetto.
L'atmosfera che si crea è fondamentale ed essa è stata più volte turbata dal vento e dal freddo che hanno causato ritardi e attese, fino alla mancata registrazione dovuta alle difficoltà dei protoganisti nell'esprimere il reale scopo del regista.